# 张巡

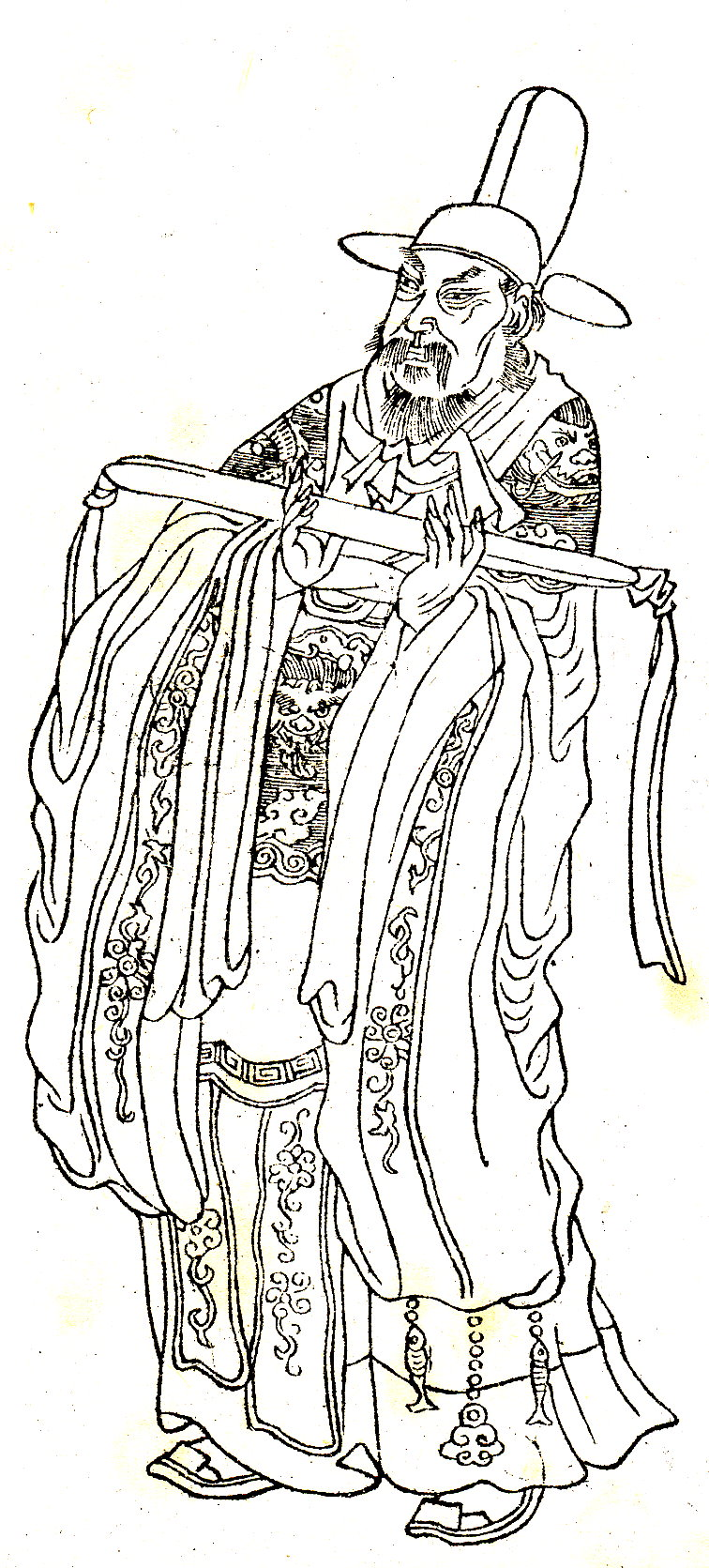
張巡像，載於《晩笑堂竹莊畫傳》

张巡（709年—757年），字巡，又称张中丞，邓州南阳县人，祖籍蒲州河东县（今山西永濟），唐朝县令。天宝十五年（755年）在安史之乱中，张巡以真源（今河南鹿邑）縣令的身分，起兵驻守雍丘（今河南杞县），抵抗安史之亂的胡人部队，至德二载（757年），移守睢阳（今河南商丘），与太守许远共同作战，在内无粮草，外无援兵的情况下，城破被俘，被胡人處決。张巡后被追赠为扬州大都督。

## 生平事迹

### 早年
《旧唐书》称张巡为蒲州河东县（在今山西省永济市境）人，《新唐书》称，邓州南阳县人。或称蒲州河东为其祖籍，或称生于邓县，即今河南省邓州市彭桥镇寺北张。
史籍记载，张巡从小博览群书，晓通战阵兵法，年轻时就志气远大，不拘小节，结交的都是理想远大者或宽厚长者，而讨厌和庸俗之辈交往。在开元末年（741年），张巡中进士。当时，他的兄长张晓已是监察御史，兄弟二人皆以文名称頌一时。之后张巡以太子通事舍人出任清河（今河北清河县）县令。由于在其任内治绩优良，任满后张巡被召回长安。当时正值杨国忠当权，有人劝他投靠杨国忠，定会被重用，但他却拒绝，答曰：“是方为国怪祥，朝宦不可为也。”于是被调到真源縣再当县令。
当时真源县辖地很多土豪劣绅。其中以大吏华南金为首最猖狂，时时欺压百姓，当地流传：“金南口，明府手”的歌谣。张巡到任不久，就把华南金绳之以法，依法处死。张巡为政简约，很受民众拥护。

### 雍丘抗敌

#### 起兵真源进驻雍丘
天宝十四年（755年）冬，安史之乱爆发。数月后，安禄山就攻陷东都洛阳，称帝，国号为“大燕”。由于大唐王朝承平日久，而安禄山早有反意，声势浩大，于是一些州县的太守、县令早被燕军的气势吓得手足无措，望风而降。
天宝十五年，燕军将领张通晤攻陷宋、曹等州，谯郡（今安徽亳州）太守杨万石投降燕军，而真源县正是在谯郡的辖地内。杨万石降敌后，又逼张巡为长史，并令其向西接应燕军。张巡得知后很气愤，率吏民大哭于真源玄元皇帝祠，然后起兵对抗燕军，响应的有千余人。
这时候，玄宗任命吴王李祗为灵昌（今河南滑县东）太守，河南都知兵马使，统合河南兵马以抗击安禄山。单父（今山东单县）尉贾贲、阆州刺史等人，带领官兵先到，称为吴王兵，对宋州展开反攻。张通晤败走襄邑（今河南睢县），被顿丘令卢韺所杀。之后，贾贲领兵至雍丘（今河南杞县）与张巡会合，共有两千余兵。这时的雍丘令令狐潮已经率全县投向燕军。燕军任令狐潮为军将，率兵向东驰援襄邑。令狐潮击败在襄邑的淮阳军，俘虏了百余官兵，并将他们囚禁在雍丘，准备杀害，然后又去见燕军大将李庭望。淮阳兵俘虏乘机杀掉守卫，雍丘城内顿时大乱。贾贲、张巡等得以乘乱攻入雍丘。令狐潮弃城逃跑，張巡擄獲了令狐潮的妻、子，把他們全部處死。

#### 被围雍丘奇袭敌军
肃宗至德元年（756年）二月，令狐潮又率领燕军一万五千意图夺回雍丘，而雍丘城内唐军总共不过三千余人。贾贲出战，因兵力悬殊，不敌，兵败而死。张巡驰骑决战，身上被创无数，但仍然力战退敌。退回城后，兵士们推张巡为主将，从此张巡兼领贾贲的部队，自称河南都知兵马使吴王李祗的先锋使。在张巡指挥下，击退燕军多次冲锋，累计杀伤近万人，而唐兵也死伤一千余人；面对唐军的抵抗，令狐潮不得已退兵。吴王李祗闻之，举荐张巡为巡院经略。
同年三月，令狐潮会同燕军将领李怀仙、杨朝宗、谢元同等率兵四万余人蜂拥来到城下，企图一举攻下雍丘城。这时雍丘城内约有两千守军，而对手则有四万大军，城内军民大为恐惧。于是，张巡对众将士分析到：“敌知城中虚实，有轻我心。今出不意，可惊而溃也，乘之，势必折。”众将士听后，大为鼓舞。于是，张巡派一千人负责守城，亲自率一千人，分数个小队，突然从城中杀出。张巡身先士卒，直冲杀向燕军阵中。敌军虽众，但事出突然，惊惧无措，顿时大乱，燕军后撤。
次日，燕军再集结攻城，环城安置百门石炮（投石机）轰击，城楼及城上矮墙全被毁坏。张巡于城上立木栅，抵御燕军进攻。燕军纷纷缘城攀登，张巡用蒿草束灌上油脂，焚而投之，燕军士兵害怕被烧，不敢登城。张巡时而待燕军松懈之际，出城突袭；时而趁夜深人静之际，偷袭敌营。就这样，张巡身先士卒，带甲而食，裹伤战斗，坚守雍丘达六十多天，共经历大小数三百余战。令狐潮见在短期内不能取下雍丘，只好撤兵而去。张巡得知燕军要撤退，便率兵乘胜追击，果然大有所获，俘虏叛兵两千多，几乎活捉令狐潮。雍丘守军士气大振。

#### 舌战敌将稳定军心

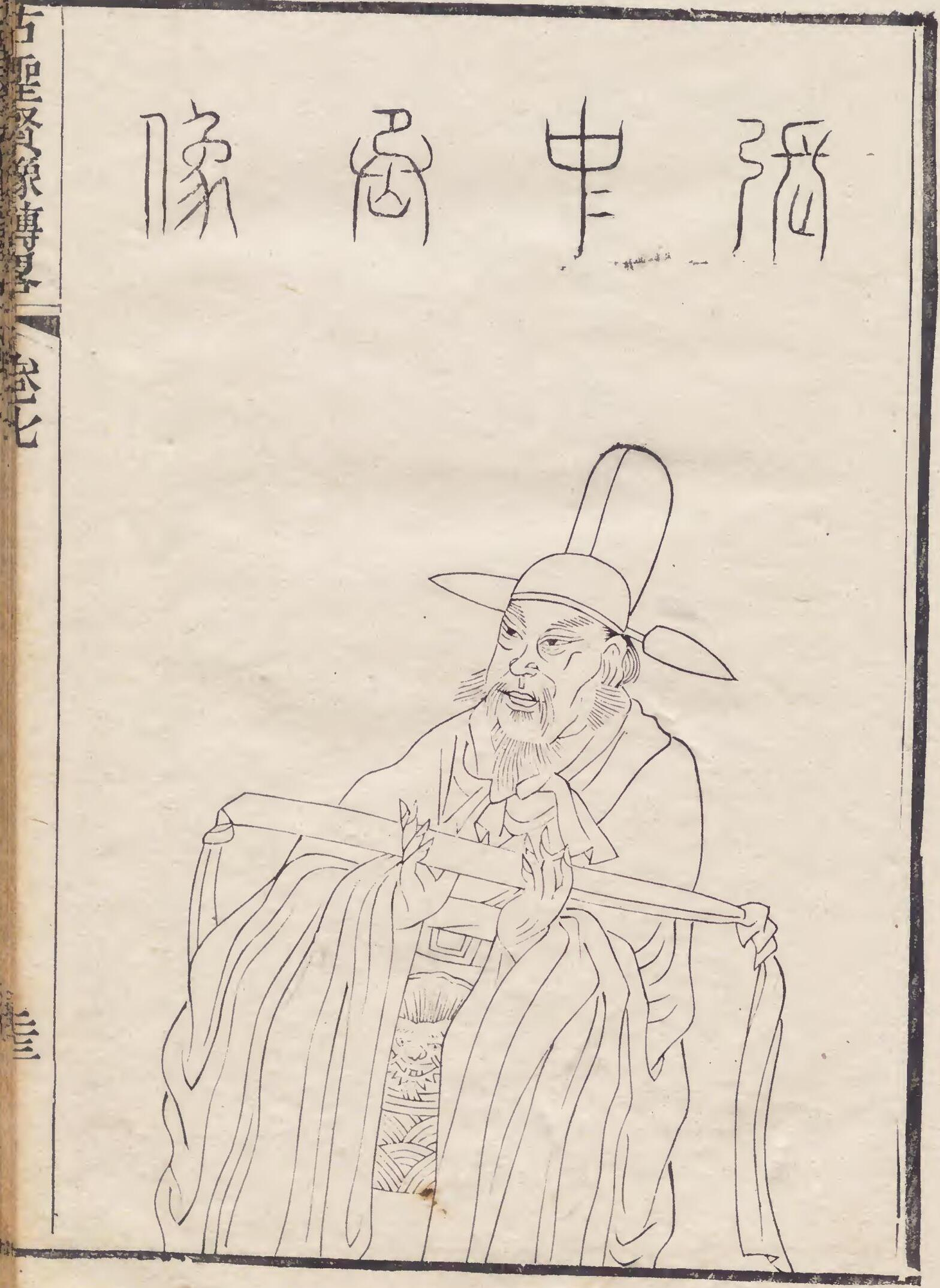
《古聖賢像傳略》張巡像

令狐潮因为撤退而失利，十分愤怒，于是回头再次围攻张巡。令狐潮本来与张巡是邻县县令，素来相熟。他知道强攻是不易取下雍丘的，便想诱降张巡。令狐潮在城下像平时见面那样和张巡互相问候，并趁機在城下劝降道：“天下事去矣，足下坚守危城，欲谁为乎？”张巡答曰：“足下平生以忠义自许，今日之举，忠义何在！”令狐潮听后，惭愧而走。
到五月，张巡与令狐潮已经攻守相持了四十余天。令狐潮因久攻不下，又添兵加将。这时候，长安已经失守，唐玄宗已逃往四川。由于雍丘与外界早已失去了联系，张巡并不知道这些情况。令狐潮趁機送信招降张巡，说是大局已不可挽回，不如早降。
张巡接到信后，将情况告诉了众将官。有六名将官动摇了，要求率兵投降燕军。六人认为敌我兵力悬殊、形势不妙，既然皇上生死不明，不如早降。六人都官至开府、特进，在军中都有相当影响。六人要降，军心势必动摇。于是，张巡假装许诺，称明日再具体商议。第二天，张巡在堂上放置皇上的画像，率领将士朝拜，然后宣布六人的投敌计划。全军上下有感于国破家亡，遂群情悲愤，纷纷指责六人无耻行径。张巡把六人带到前面，责其不忠不义，扰乱军心，当即推出斩首。此举坚定了军心。

#### 智盗敌粮草人借箭
雍丘被围日久，城中粮食日渐缺乏。这时，恰好有数百艘为燕军补给的运粮船，刚停靠在河边，仍未卸粮。张巡从城上发现这个情况，便在夜间把军队集中到城的南面，装出好像要出战的样子。令狐潮见巡军集中到城南，也把军队调到城南来抵拒巡军。张巡知燕军完全调到城南后，便派遣勇士静静的到达河边，把燕军运粮船上的粮食夺走千多斛，然后放了一把火，把剩下的粮食通通烧光。
张巡智盗敌粮，令狐潮大怒，下令全力进攻。连日来，为了抵抗燕军进攻，雍丘守军很快就把准备的箭都射光了。在此危急之际，张巡在晚上，令士兵们把事先准备好的稻草人穿上黑衣，用绳子绑好，从城上慢慢放下。燕军隐隐约约看见有成百上千个穿着黑衣服的士兵，沿着绳索爬下墙来，报知令狐潮。令狐潮断定是张巡派兵偷袭，于是命士兵向城头放箭，射杀唐军。一时间，燕军兵士争相施射，一直放到天色发白。待到天色大亮，燕军这才发现城墙上所挂的全是草人。草人身上密密麻麻地插满了箭。白天一数，共得敌箭数十万只，这解决了军中缺箭的问题。
之后一连几天，还是像前次夜里一样，城墙上都出现了草人。令狐潮的兵士见状，都嘲笑张巡故伎重演，贪得无厌。于是只箭不发。逐渐，围城的燕军对张巡夜缒草人以为常，不再防备。
几天后，张巡挑选了五百勇士，并在夜里把他们放下城去。燕军士兵以为这次城上吊下来的仍是草人，没有防备。五百勇士乘敌毫不防备，突然杀向令狐潮的大营。燕军顿时大乱，自相冲撞践踏，不辨敌我。令狐潮下令集合人马，但仓皇之中，已不及组织抵抗，被唐军杀得四散走避。令狐潮纵马一直逃到十几里之外，才稳住阵脚。

#### 出城取木诈降退敌
不久，令狐潮又纠合兵马，加紧围城。
期间一日，张巡让郎将雷万春在城头上与令狐潮对话，燕军乘机用弩机射雷万春，雷万春脸上被射中了六处，仍旧巍然挺立不动。令狐潮怀疑是木头人，就派兵去侦察，得知确实是雷万春，十分惊异，远远地对张巡说：“向见雷将军，方知足下军令矣，然其如天道何！（刚才看见雷将军，才知道您的军令是多么森严了，然而这又怎能改變天道呢？）”张巡答：“君未识人伦，焉知天道！（你連人伦都不懂，還要来谈论甚麼天道？）”
这时，由于被围日久，雍丘城中木材已经用尽，水源也十分枯竭。于是，张巡故意装出弃城的样子，对令狐潮放话道：“欲引众走，请退军二舍，使我逸。”(我想率军弃城撤退，请你军队向后退出六十里，以便我逃逸）令狐潮久攻不下，不知是计，便答应了。张巡见令狐潮军一退，便率领所有城中军队一起把城外三十里范围内的燕军营房完全拆掉，将木材带回城，以作为护城的工具。令狐潮大怒，立刻下令重新包围雍丘。
不久，张巡又向令狐潮传话：“君须此城，归马三十匹，我得马且出奔，请君取城以藉口。”（如果你要得到这城，可以送马三十匹，我得到马之后，就要出奔了，到时你就可不血刃而得道雍丘）令狐潮取城心切，照数送了三十匹马给张巡。张巡得到马后，挑选出三十位骁勇将士，将马分给他们，相约道：“敌至，人取一将。”（敌军若来，每人杀一敌将）第二天，令狐潮率兵来到城下，责备张巡失约。张巡答道：“吾欲去，将士不从，奈何？”（我想逃，但将士们不让我走，有什么办法？）令狐潮知又中计，大怒，正想攻城。未等军阵排好，城内突然有三十骁骑率兵杀出。燕军因为军阵未成，一时大乱。三十铁骑率兵，左挑右杀，擒获十四名叛将，斩百余首级，还缴获不少兵械牛马。令狐潮退到陈留郡（今河南开封），一时不敢再攻雍丘。

#### 屡破敌军稳守不失
令狐潮退兵后，张巡又探知有燕军步、骑兵七千余人进驻白沙涡（今宁陵北），想切断雍丘后路。于是张巡在夜间率兵突袭，大败燕军。当张巡回军经过桃陵（今河南荥阳汜水镇东南十里）时，又与四百余名燕军救兵相遇，全部将其俘虏，并把当中的胁从兵释放，令其各归其业。在这来回十日里，张巡威名远播，民众脱离燕军前来雍丘归附张巡的达一万余户。这时为止，张巡在雍丘被围已有四月，围城燕军常有几万人，而张巡仅有千余士兵，但每战皆捷。于是，河南节度使虢王李巨进驻彭城（今江蘇徐州），授张巡为先锋。
同月，令狐潮率领叛将瞿伯玉再次攻城。令狐潮先派四人，假装朝廷使者，说皇帝要诏见张巡，要求张巡前往。四人被张巡识破，经逼问招供后被杀。其余随从被压往吴王李祗处。不久，令狐潮撤退。
八月，燕军将领李庭望率领蕃汉兵二万余人向东袭击宁陵与襄邑，夜里在雍丘城外三十里处宿营。结果，遭到张巡率领的三千士兵，手持短兵器夜袭。燕军大败，死伤大半。李庭望只得收兵连夜而逃。
十月初四，令狐潮又与叛将王福德一同率领步、骑兵一万余人进攻雍丘。张巡再领兵迎击，大败燕军，杀敌千人。燕军败逃而去。
十二月，令狐潮率兵一万余人扎营于雍丘城北面，张巡领兵邀击，大败燕军，燕军逃走。

### 转战宁陵

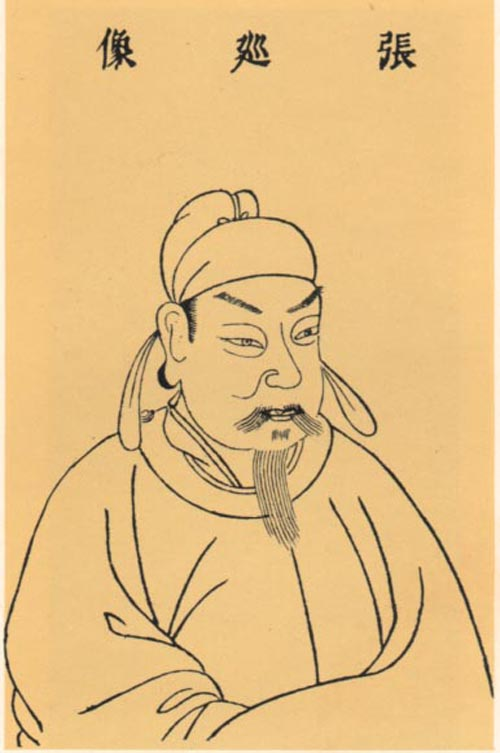
《三才圖會》張巡像

到了十二月，由于数月来令狐潮、李庭望对雍丘屡攻不下，燕军遂在雍丘北面的杞州，构筑杞州城以断张巡的粮食补给。此月，鲁郡（今山东兖州）、东平郡（今山东东平西北）相继被燕军攻陷，济阴郡（今山东定陶西南）太守又高承义献郡投降燕军。虢王李巨便守彭城（今江苏徐州），领兵退守临淮。叛将杨朝宗率步、骑兵二万意图攻取宁陵，以断张巡后路。于是，张巡主动放弃雍丘，率马三百匹、将士三千余人移师向东，坚守宁陵，始与睢阳太守许远、城父令姚訚等在宁陵合兵。
当日，杨朝宗率兵进至宁陵城西北后，张巡、许远派部将雷万春、南霁云领兵迎战，经过一昼夜激烈厮杀，大破杨朝宗部，杀叛将二十员，斩首万余级，死尸塞满汴水，顷流而下。杨朝宗收集残部，连夜逃去。因战功显赫，唐肃宗下敕书任命张巡为河南节度副使。张巡为有功的部下们请功，派遣使者向虢王李巨请求给予委任状以及赏赐物品，而虢王李巨只给了折冲都尉与果毅都尉的委任状三十通，没有给予赏赐的物品。张巡就写信责备李巨：“宗社尚危，围陵孤外，渠可吝赏与赀？”李巨竟一直不予以理睬。

### 死守睢阳城

#### 驰援睢阳肃清内奸
至德二年（757年）正月，安庆绪杀其父安禄山，接掌大权。安庆绪又命尹子奇为河南节度使进攻睢阳，妄图向江、淮方向发展，夺取富庶的江淮财赋重地。
正月二十五日，尹子奇率领妫州、檀州及同罗、突厥、奚族等兵，与杨朝宗部会合，共十几万大军向睢阳进攻。睢阳太守许远探知后，忙向在宁陵的张巡告急。睢阳地处进入江淮的要冲，万一失守，江淮一带便不保。于是，张巡闻讯后，决定放弃宁陵，率兵与许远合兵，共守睢阳。张巡仅有三千余士兵，到睢阳与许远合兵后，共有六千八百兵。
燕军全力攻城。张巡亲自督战，激励将士，昼夜苦战，有时一日二十余战，仍然精力不减。许远见张巡智勇兼备，请求张巡主理一切军务，自愿处其下。张巡接受了请求。从此以后，二人分工，许远负责调军粮、修战具等后勤工作，作战指挥权都交给了张巡。两人密切配合，使燕军久攻不下，只能围而不攻。
守城期间，城中大将田秀荣与燕军私通。有人把消息告知许远。经许远核实，告知张巡。张巡将田秀荣召至城上，斩首示众。
最后，燕军攻城不下，乘夜退去。尹子奇连夜遁逃，张巡初战告捷，全军士气大振。睢阳守军连战十六日，擒获燕军将领六十余名，杀敌两万余人。胜利后，守军获车马牛羊甚多，张巡将之全部分给将士，自己丝毫不要。城中守军对他更加忠心，杀敌更用命。
唐肃宗闻得捷报，下诏拜张巡为御史中丞、许远为侍御史、姚訚为吏部郎中。

#### 一鼓作气鸣鼓扰敌
张巡想乘胜袭击陈留郡。尹子奇得知后，于三月再次围攻睢阳。张巡对部下说：“吾蒙上恩，敌若复来，正有死耳。诸君虽捐躯，而赏不直勋，以此痛恨！”将士们听后，情绪激动，奋勇请战。张巡杀牛宰羊，犒劳全军，然后再率兵出战。燕军嘲笑唐军兵少，都不以为意。这时，许远亲在城楼擂鼓助威，唐军士气大振。张巡手执战旗，亲率将士直冲燕军营垒，一鼓作气把燕军击溃。唐军斩敌将三十余人，杀伤燕军三千余人，又乘胜追击几十里。
第二天，燕军又集兵逼临城下。张巡屡次率兵出战，时而昼夜交战数十次，屡屡挫败了燕军进攻，但燕军仍然不停围城攻打。 五月，正是麦子成熟的时候。尹子奇知道睢阳短期内难以攻下，于是下派兵把睢阳郊外的麦子全部割去，以断守军粮源。
之后，尹子奇不断增兵，攻城也更猛烈。张巡为了疲惫敌人，经常于夜间在城内鸣鼓整队，假装将要出击。燕军以为，张巡又要夜袭，通宵达旦不敢休息，处于戒备状态。天亮后，张巡却停鼓息兵。燕军在了望塔上了望城中，见毫无动静，因一夜未睡，就解甲休息。这时，张巡就乘敌懈怠松弛之际，与将军南霁云、郎将雷万春等十余将，各领五十铁骑从城门突然杀出，直冲燕军兵营。唐军以迅雷不及掩耳之势直杀至尹子奇战旗下，燕军顿时兵营大乱。该役，巡军斩叛将五十余人，歼敌五千余人。燕军锐气大挫。

#### 城壕设伏箭射敌将
有一燕军胡人酋长，率领一千胡兵想招降张巡。于是，张巡先暗中用绳吊下几十名勇士在护城壕中，各持钩、陌刀、强弩，并和他们约好：“闻鼓声而奋。”胡人恃其兵多，未加防备。当胡人行至墙下时，城上鼓声突然响起，城壕下的伏兵突然杀出，将胡兵一举擒获。后面的燕军不知前面的胡人因何出事，想要救人，但都被强弩射退，无法前行。过了一会儿，藏在胡城壕内的勇士又拉着绳索攀回城内。燕军这才知道发生什么事，大为惊谔，从此小心谨慎、按兵不动，围而不攻。
张巡明白被围下去也不是办法。于是，张巡想出了一条计策：擒敌先擒王，射死燕军主将尹子奇，燕军群龙无首，必将会退兵。但问题是将士们都不认识尹子奇，无法辨认主将。
张巡就命令用蒿草削作箭头，射向燕军。被射中的燕军士兵，十分高兴，以为张巡他们的箭头已射完，就去报告尹子奇。张巡因此认出了尹子奇，即命手下大将南霁云拉弓射杀尹子奇。南霁云本来就是名神箭手。尹子奇正得意间，不料南霁云一箭正中尹子奇左眼。主将重伤，燕军陷入混乱。张巡便率唐军将士趁势出城掩杀过去，大破敌军，差点生擒尹子奇。尹子奇带伤败逃，睢阳之围遂解。

#### 粮尽援绝奇谋迭出
七月初六，尹子奇征兵数万，又来围攻睢阳。
本来，许远在睢阳积存了六万斛谷物，可以支持军民一年之用，但虢王李巨坚持要把其中一半份给濮阳郡、济阴郡二郡。许远坚决反对，但也无济于事。济阴得到粮食后，随即投降燕军。这时，睢阳城中粮食已经吃尽。将士每人每日给米一合（10合为1升），并夹杂着茶纸、树皮而食。睢阳守城将士因为死伤得不到援兵，又得不到粮食救应，所以士兵损耗很大，这时的城内仅剩下一千六百士兵，而且大多都因饥饿疾病而战斗力不足，以致射箭都射不準。后来，守军只好罗雀掘鼠，煮盔甲、烹弓弦来充饥。
尹子奇得知城中粮尽，加紧攻城。燕军先是制造一座高大如同半个彩虹的云梯，上面安置了二百精兵，推至城下，想令士兵跳入城内。于是，张巡事先在城墙上凿开三个洞，等待云梯临近时，先从一洞中伸出一根大木，木头末端上设置一铁钩，钩住云梯使不得退去，又从另一洞中出一根木头，顶住云梯使不得前进；在最后一洞中再伸出一大木，木头上安置了一个铁笼，笼中装着火，焚烧云梯，云梯从中间被烧断，梯上的士卒全部被烧死。
之后，尹子奇又造钩车攻城。燕军用钩车的钩子破坏城上的敌楼，钩子所经之处，敌楼无不崩陷。于是，张巡准备一根大木，在大木的末端安置个连锁，并在锁末安装一个大铁环。当钩车又攻城时，守军就用大木末端的铁环套住钩车的钩头，将钩车拔入城内，折断钩车的钩头，再把车放掉。
其后，燕军又造木驴车攻城。于是，张巡就用熔化的高温铁水灌入木驴。木驴全部被烧毁。
后来，燕军在城的西北角不断堆砌沙土袋和木材，企图构筑成台阶，再登上城去。张巡没有与燕军正面冲突，而在每天晚上把松明、干草等易燃物扔到尚在堆砌中的阶道上。一连扔了十多日，燕军也始终没有发觉。张巡见时机成熟，选了一个风向有利的日子，出城与燕军大战，同时派人顺风纵火焚烧台阶，于是熊熊大火冲天燃起，燕军无法救火，经过了二十多天大火才熄灭。
张巡守城，随机应变，雷厉风行。连燕军也被他深深折服，不敢继续攻城，而在城外挖了三道壕沟，并围城设置木栅，想长期围困守军。而张巡也在城内挖了壕沟以防燕军攻入。

#### 睢阳城告急南霁云借兵
到八月，睢阳守军仅剩六百多士兵。多数士兵都是饥饿而死的，仍然生存者大都伤病乏力。于是，张巡、许远分区守城。张巡守城的东北面，许远守东南面。两位主将皆和士兵一样，吃的是茶纸。守军不再出城袭击，只在城上死守。对于前来攻城的燕军，张巡常常晓以大义。结果，先后有二百多人向张巡投诚，为张巡死战。张巡前后说降了很多叛将，无不为张巡死战。其中，有燕军将领的李怀忠等人。
这时候，御史大夫贺兰进明接替李巨任河南节度使，并屯兵在临淮，许叔冀在谯郡、尚衡在彭城，三人皆对睢阳战况拥兵观望，不施援手。张巡见城中状况日益危机，命南霁云率三十骑兵突围而出，到临淮向节度使贺兰进明告急。
南霁云出城后，数万燕军前来阻击，南霁云直冲敌众，左右施射，所向披靡，突出重围后仅损失两名骑兵。南霁云先到较近的谯郡向许叔冀求援。许叔冀居然送南霁云几千匹布，而拒绝出兵。南霁云怒不可遏，在马上大骂许叔冀，要与之决战。许叔冀不敢回应。
南霁云又到临淮找节度使贺兰进明。贺兰进明竟说：“今日睢阳不知存亡，兵去何益!”霁云答：“睢阳若陷，霁云请以死谢大夫。且睢阳既拔，即及临淮，譬如皮毛相依，安得不救！”贺兰进明一来妒忌张巡的功名，二来与许叔冀有隙，怕分兵出战后，自己遭许叔冀偷袭，所以百般推托，拒绝出兵。但他欣赏南霁云的勇猛，于是不但不发兵，反而想将南霁云留为己用。他强行留下南霁云，并设歌舞宴会款待。南霁云含着泪说：“昨出睢阳时，将士不粒食已弥月。今大夫兵不出，而广设声乐，义不忍独享，虽食，弗下咽。今主将之命不达，霁云请置一指以示信，归报中丞也。”南霁云说完，用佩刀将一节手指切下。席间众人大都被南霁云感动而泣。南霁云知贺兰进明无出兵之意，就上马而去；将出城时，抽箭射向佛寺浮图，那箭射进佛塔砖面半箭之深，喊道：“吾归破敌，必灭贺兰！此矢所以志也！”
出城后，南霁云又到真源，李贲送给南霁云一百匹马。八月初三夜晚，南霁云到达宁陵，与宁陵城使廉垣一起率领步骑兵三千人，突入叛军重围圈，且战且行，回到了睢阳城下，再与燕军大战，又破坏敌军营帐。因为大雾，张巡这时才听到战声，喊道：“此霁云等声也。”于是打开城门，南霁云赶着从燕军手上劫得的几百只牛进城，而能从外面进入城中的士兵只有千余人。回到城后将士们得知援军无望，抱头痛哭。叛军得知睢阳已经断绝援军，围攻得更加紧迫。

#### 城破被俘以及處決
睢阳被围日久，城中可食之物已经吃尽。有人建议放弃睢阳，向东撤退。张巡和许远商议，认为：“睢阳，江淮之保障，若弃之去，敌必乘胜长驱，是无江、淮也。且我众饥羸，走必不达。古者战国诸侯，尚相救恤，况密迩群帅乎！不如坚守以待之。”（睢阳是江、淮地区的屏障，若弃城撤退，燕军必然长驱南下，侵占江淮地区。再说我军士兵饥饿劳累，撤退必定走不脱。战国时各诸侯还会还互相救援，况且我们周围还有许多朝廷军队的将帅！不如固守待援）
十月初九，燕军攻上城头，将士们已经疲病得不能战斗了。张巡向西面拜了两拜，道:“力竭矣，不能全城，生既无以报陛下，死当为厉鬼以杀敌！”随后，睢阳终于被燕军攻破。
张巡、许远都被俘虏。部下见到张巡，无不恸哭，张巡说：“安之，勿怖，死乃命也。”尹子奇见到张巡后，问道：“闻公督战，大呼辄眦裂血面，嚼齿皆碎，何至是？”张巡答道：“吾欲气吞逆敌，顾力屈耳。”尹子奇大怒，用刀撬开张巡的嘴巴，只见嘴里仅有牙齿三四颗。张巡骂道：“我为君父死，尔附敌，乃犬彘也，安得久！”尹子奇佩服张巡的气节，本想不杀他，但有部下劝止道：“彼守节者也，终不为用。且得士心，存之，将为后患。”于是，尹子奇用刀子胁迫张巡投降。张巡始终不肯屈服。其余大将三十六人，无一愿降。于是尹子奇把张巡与南霁云、雷万春、姚訚等三十六人全部杀害。张巡临刑前，神色自若，面不改色，时年四十九岁。许远则被押送往洛阳，在途中被杀。

#### 守一城而捍天下
在睢阳城破前，唐肃宗已诏中书侍郎张镐代贺兰进明为河南节度使。张镐得知睢阳危机，率兵日夜兼程，赶往睢阳救援，并同时发文书往浙东李希言、浙西司空袭礼、淮南高适、青州邓景山四位节度使以及谯郡太守闾丘晓，共同发兵救援睢阳。闾丘晓在谯郡，距离最近，但卻不从军令，没有出兵。等张镐赶到时，睢阳已被攻陷三日。张镐一怒之下，召来闾丘晓，用杖刑将其毙命。
睢阳破城七天后被唐军收复。十天以后，唐军组织大反攻，广平王李俶一举收复东都洛阳（当时为安史燕军的大燕都城）。
睢阳之战，张巡在内无粮草，外无援兵之下，从757年1月开始，到757年10月陷落，张巡用不足万人守军，在睢阳苦守了十个月，有力地牵制了燕军；若算上在雍丘之战、宁陵之战，则共与燕军共对抗了二十一个月。期間共经历大小四百多战，斩叛将三百餘人，累计消滅燕軍十餘萬。由於张巡的坚守，阻挡了燕军南下，使得富庶的江淮地区得以保全，保住唐朝的税赋重镇；此外牵制了大量燕军，又为唐军组织战略反攻赢得了宝贵时间。当时的翰林学士李翰等人认为：巡蔽遮江淮，沮敌势，天下不亡，其功也。
张巡死后，唐肃宗下诏，追赠张巡为扬州大都督，追封其为邓国公，史称张中丞；赠张巡妻为申国夫人，赐帛百；又宠张巡子孙，拜张巡儿子张亚夫为金吾大将军；又免除雍丘、睢阳徭役、兵役两年。大中年间，更将张巡的画像置于凌烟阁上。此后，历代仍有对张巡加封。

## 特征
张巡身高七尺，须髯长得如同神像一般，每当发怒会须髯尽张。他记忆力超群，阅读书籍不超过三遍，终身不忘；与人见一面，问过姓名，就能记住对方的名字。
张巡写文章从不打稿，年纪轻轻就进士及第，与他兄长张晓当时都是以“文行知名”。
张巡如得知朋友生活困窘，他必会倾资周济。

## 用兵特点
- 张巡用兵灵活，不拘泥古法，善于临敌应变，出奇制胜。他命令部下的将领，按各自的战术教习战法，认为：“古者人情敦朴，故军有左右前后，大将居中，三军望之以齐进退。今胡人务驰突，云合鸟散，变态百出，故吾止使兵识将意，将识士情，上下相习，人自为战尔。”（古人战法朴素，所以部队分前后左右军，主将在中军，全军都听主将号令调动。现在面对的胡人，擅长突袭，行军忽散忽合，变化不定。所以要求部队能够临敌应变，我让士卒了解将领的意图，将领熟悉士兵情况。这样兵、将都相互了解，部队各自为战，不也很好吗！）
- 死守孤城的部队，补给往往不能保证。张巡以“取之于敌”的方法解决被围孤城的后勤补给问题。自从与燕军交战，张巡部队所用的军械、盔甲、武器，都是从敌军中缴获，从来没自己修理制造过。
- 每次作战，张巡都身先士卒，亲临前线。有将士要后退，张巡就立在阵地上对说：“我不去此，为我决战。”（我绝不离去，你们回去为了我与燕军决战）战士们被他感动，没有再敢后退的，无不奋力死战，以一挡百，直到击退敌人的进攻。
- 张巡平常待人诚恳，胸怀坦荡，同时也号令严明，赏罚分明，能与部下士兵们同甘共苦，所以全军上下无不拼死效力。

## 评价
- 唐韩愈、宋王安石、岳飞、陆游、文天祥等人对张巡的忠君爱国的精神均有诗文赞颂。

- 据史书记载，张巡防守睢阳，城被围日久，守军无粮，曾被迫吃人充饥：

“茶纸既尽，遂食马；马尽，罗雀掘鼠；雀鼠又尽，巡出爱妾，杀以食士，远亦杀其奴；然后括城中妇人食之，继以男子老弱。”（出自《资治通鉴第二百二十卷唐纪三十六》）
“巡出爱妾曰：‘诸君经年乏食，而忠义不少衰，吾恨不割肌以啖众，宁惜一妾而坐视士饥？’乃杀以大飨，坐者皆泣。巡强令食之，远亦杀奴僮以哺卒……初杀马食，既尽，而及妇人老弱凡食三万口。人知将死，而莫有畔者。城破，遺民止四百而已。”（出自《新唐书卷二百五十列传第一百一十七》）
“巡乃出其妾，对三军杀之，以飨军士。曰：‘诸公为国家戮力守城，一心无二，经年乏食，忠义不衰。巡不能自割肌肤，以啖将士，岂可惜此妇，坐视危迫。’将士皆泣下，不忍食，巡强令食之。乃括城中妇人；既尽，以男夫老小继之，所食人口二三万，人心终不离变。”（出自《旧唐书·卷一百九十四》
平叛后，就有人议论此事，认为：与夫食人，宁若全人？（与其人吃人，还不如投降以保存人的性命）
如〈柏楊曰〉：“美國和墨西哥戰爭時，大衛·克拉克先生，曾經死守阿拉姆城，但他先疏散沒有戰鬥力的老弱婦孺，然後徵求‘與城共存亡’的志願軍，經過一場慘烈的攻守戰，全城被屠，跟睢陽之圍的故事，中國家喻戶曉一樣，阿拉姆之圍的故事，美國也家喻戶曉。然而，阿拉姆之圍，可歌可泣，睢陽之圍，我們沒有歌，只有泣，那是已瘦成一把骨頭的女人和孩子們，被暴官們宰殺時痛徹骨髓的哀泣。國人沒有生命的尊嚴，在惡君凶臣、強盜匪徒眼中，一文不值；就是在所謂聖君賢相、忠臣義士，以及高級知識份子眼中，也不過是使他成功的一種手段。每一思及，悲憤交集。”
当时的翰林学士李翰等人则认为：张巡率兵以少敌众，以弱制强，保住江淮地区，以等待陛下派出援军，但援军到达，张巡已被杀害。他的功劳实在是太大了。但有的人认为张巡杀人而食有罪，死守睢阳城是愚蠢行为，对于这种贬善扬恶，只写缺点而抛弃功绩的行为，我暗自痛心。张巡固守睢阳城的原因，是想等待其他的军队来救援，救兵不到但城中粮尽，只好杀人而食人，这是违背他意愿的。假如张巡在当初守城已有杀人而食的意愿，杀害了几百人而来保全天下，我还认为他是功过相当。何况现在是违背他意愿呢！
日本著名作家田中芳树在其著作《中国武将列传》中认为，未能保证粮食补给，对此朝廷也应负有责任。
文天祥正氣歌作 : 為張睢陽齒 。

## 家庭
- 兄：张晓，监察御史
- 姐：嫁陆氏，号“陆家姑”，先张巡被害[1]
- 妻：赐申国夫人
- 子：张亚夫，拜金吾大将军
- 子：张去疾，贞元时受官[1]

## 信仰

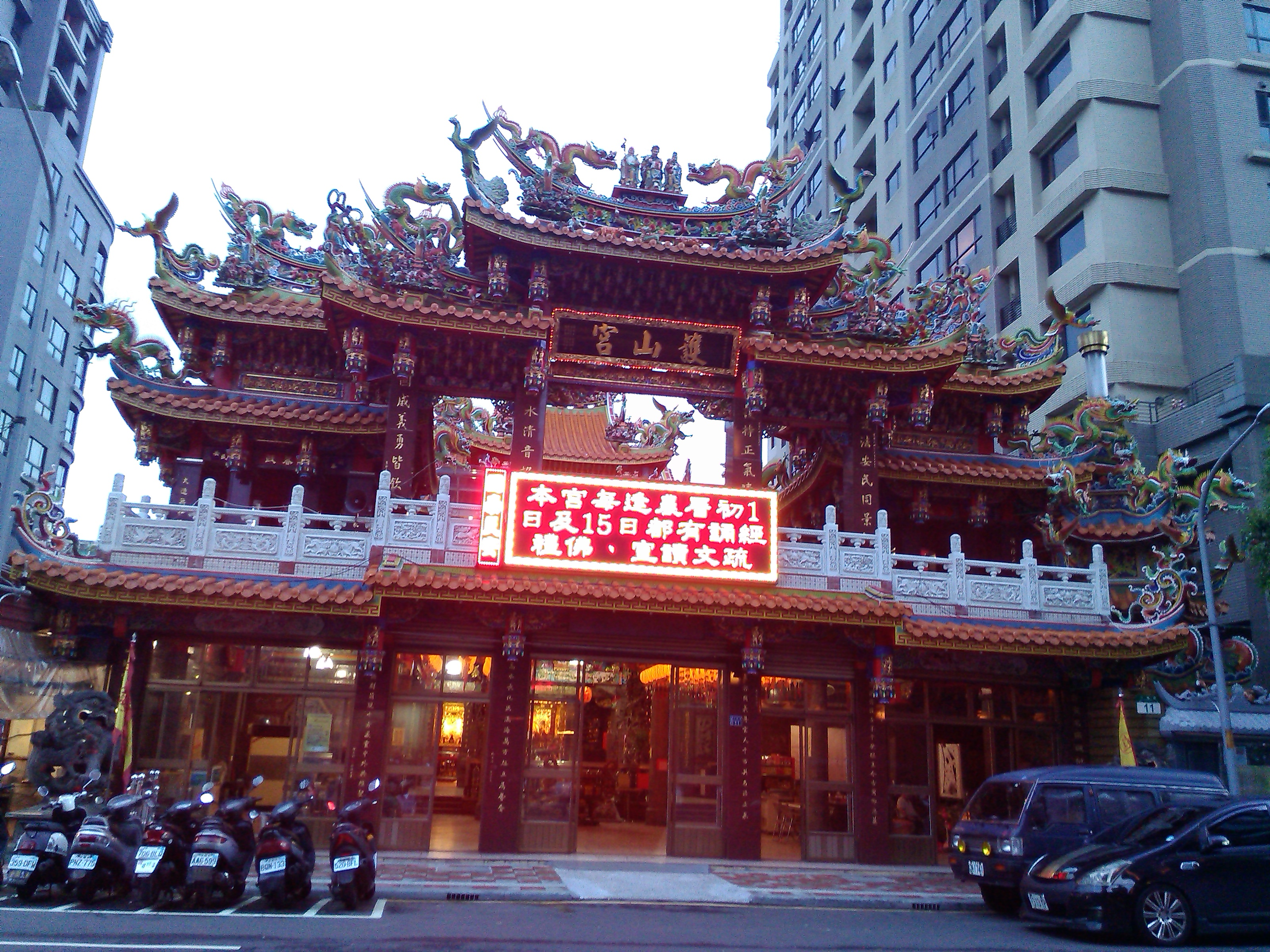
圖為主祀護國尊王張巡的三重護山宮

张巡就义后，其殉国事迹很快沿大运河、長江、淮河一带传开，豫苏皖浙各地纷纷為之建庙立祠。其后，道教又尊张巡为“保仪大夫”（或保儀尊王），张巡成为收灾降福，惩恶扬善，统领神兵的大神。
河南商丘睢阳区建有张巡祠。安史之乱平定后，唐朝为纪念张巡、许远建的“双庙”。后又改建为“五王庙”，加了南霁云、雷万春、贾贲三人。北宋时，添加了姚訚，改称“协忠祠”。后黄河決堤，祠堂被大水冲毁。明朝正德年间重建，称为“六忠祠”。1991年，又迁往商丘城南门外改称“张巡祠”。
蘇浙、闽粤、港澳與台灣、新加坡等地，相當尊崇张巡，单是浙江桐庐就有张巡庙九座，福建省泉州安溪縣人，則視之為茶葉保護神，稱之尪公。相传农历五月廿五日为“尪公诞”，一些地方的庙宇会在这天会祭祀张巡，举行“迎尪公”仪式。
明清時期，福建安溪縣张巡信仰，隨著移民傳入台灣，在台各地奉祀。台灣民间称之为“张王爷”、“张千岁”、“尪公”，在台灣則一般與許遠共祀，稱為雙忠，張巡也有保儀尊王（少數廟宇與清水祖師同稱為護國尊王）等尊稱。臺北市文山區集應廟奉祠「保儀尊王」張巡，木柵忠順廟奉祠保儀大夫亦為「張巡」，當地老一輩仍稱自己為河洛人，使用河洛話，稱「集應廟」為「尪公廟」（河洛指的是河南洛陽）。其他縣市主祀張巡的，還有高雄市岡山區廣德宮、程香尪公寺及三重護山宮等。

## 軼事
清朝王漁洋《池北偶談》記載：張巡在安史之亂中被圍困，城中無糧食，遂殺一妾，以肉分食諸軍士。後來，張巡一直轉世為名臣，其妾的冤魂終於在等待一千年後，殺了張巡轉世的後身－徐藹。
元朝陶宗儀所著《說郛‧十八卷下》記載南宋紹興三十一年冬季時，張巡許遠曾奉天帝之命顯聖退敵，史稱造角林之捷。金門地區則傳說此次大捷後，張巡被追封「厲王」，因此金門地區稱呼張巡為「厲王爺」。